# Broksjön
Broksjön är en sjö i Älvdalens kommun i Dalarna och ingår i Dalälvens huvudavrinningsområde. Sjön har en area på 0,362 kvadratkilometer och ligger 504,6 meter över havet. Sjön avvattnas av vattendraget Rotnen.

## Delavrinningsområde
Broksjön ingår i det delavrinningsområde (682982-139444) som SMHI kallar för Utloppet av Broksjön. Medelhöjden är 596 meter över havet och ytan är 6,94 kvadratkilometer. Räknas de 12 avrinningsområdena uppströms in blir den ackumulerade arean 219,28 kvadratkilometer. Rotnen som avvattnar avrinningsområdet har biflödesordning 2, vilket innebär att vattnet flödar genom totalt 2 vattendrag innan det når havet efter 403 kilometer. Avrinningsområdet består mestadels av skog (74 procent) och kalfjäll (19 procent). Avrinningsområdet har 0,41 kvadratkilometer vattenytor vilket ger det en sjöprocent på 5,9 procent.